# Circondario di Monaco di Baviera
Il circondario di Monaco di Baviera è uno dei circondari dello stato tedesco della Baviera.
Fa parte del distretto governativo dell'Alta Baviera.
Compresa la città di Monaco di Baviera, la popolazione dell'intera area metropolitana sale a 2 168 875 ab.

## Città e comuni
(Abitanti il 31 dicembre 2023)
Città
1. Garching bei München (17 577)
2. Unterschleißheim (29 661)

Comuni
1. Aschheim (9 567)
2. Aying (5 613)
3. Baierbrunn (3 426)
4. Brunnthal (5 650)
5. Feldkirchen (7 689)
6. Gräfelfing (13 673)
7. Grasbrunn (6 813)
8. Grünwald (11 442)
9. Haar (23 056)
10. Hohenbrunn (9 018)
11. Höhenkirchen-Siegertsbrunn (11 417)
12. Ismaning (18 043)
13. Kirchheim b.München (13 094)
14. Neubiberg (14 618)

1. Neuried (9 038)
2. Oberhaching (13 900)
3. Oberschleißheim (11 984)
4. Ottobrunn (22 510)
5. Planegg (11 088)
6. Pullach i.Isartal (8 989)
7. Putzbrunn (6 896)
8. Sauerlach (8 210)
9. Schäftlarn (5 975)
10. Straßlach-Dingharting (3 321)
11. Taufkirchen (18 176)
12. Unterföhring (11 957)
13. Unterhaching (26 079)